# 五磷酸铽
五磷酸铽是一种无机化合物，化学式为TbP5O14，它是铽的磷酸盐之一，在紫外光照射下发绿光。它可由七氧化四铽和85%磷酸溶液在铂坩埚中于600~800 °C反应制得。由于交叉弛豫，它的5D3和5G6发射会发生浓度猝灭。